# Russisches Kaltblut
Das Russische Kaltblut oder auch Russischer Ardenner ist eine Kaltblut-Pferderasse, dessen Züchtungsursprung in Russland liegt.
Hintergrundinformationen zur Pferdebewertung und -zucht finden sich unter: Exterieur, Interieur und Pferdezucht.

## Exterieur
- Kopf: ansprechend, lange Ohren, kleine Augen
- Widerrist: niedrig
- Hals: dick, kurz, muskulös, viel Mähne
- Brust: breit
- Rücken: breit und etwas weich
- Gebäude: schwer, sehr starke Bemuskelung
- Kruppe: lang, breit
- Gliedmaßen: kurz, stabil, mittelgroße bis große Hufe
- Farbe: Dauer-Rotschimmel und Füchse
- Größe: 150–160 cm

## Interieur
- Charakter: anspruchslos, frühreif, fleißig
- Bewegung: fleißig, große Zugkraft, langsam in Schritt und Trab

## Zuchtgeschichte

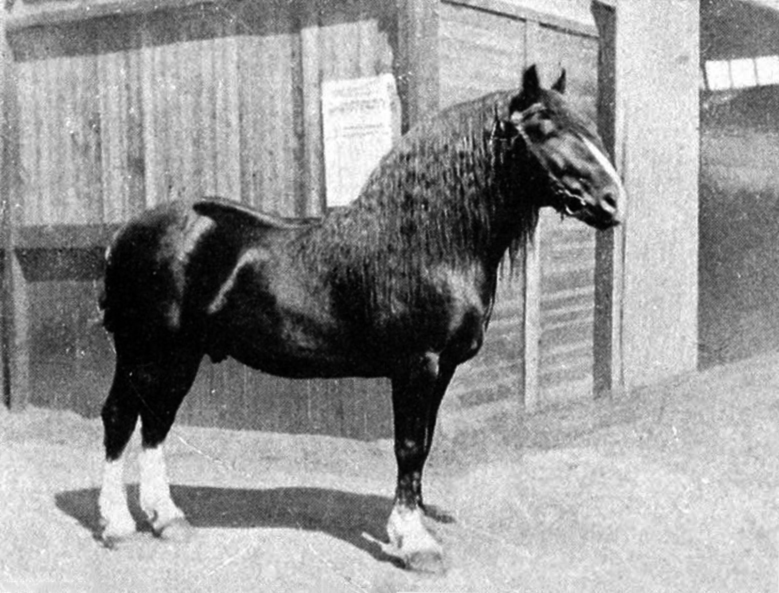
Russisches Kaltblut auf einer Aufnahme aus dem Jahr 1900

Der Beginn der Züchtung dieser Pferderasse liegt etwa am Anfang des 20. Jahrhunderts. Als Grundlage dienten vor allem der Ardenner und Brabanter, aber auch das Percheron sowie schwedische und belgische Kaltblutstuten. Zur Verbesserung der Rassemerkmale diente auch der Orlow-Traber.
Die vorrangigen Zuchtgebiete sind Russland (Ural) und die Ukraine. Dort nutzt man es aufgrund seiner Kraft und Anspruchslosigkeit vor allem als Arbeitspferd, aber auch als Nahrungslieferant.